# Zgnilizna twarda drewna
Zgnilizna twarda, zgnilizna wczesna – grupa wad drewna należąca do zgnilizn wywołanych przez grzyby. Jest to początkowe stadium rozkładu drewna – porażenia przez grzyb.
W większości wypadków drewno w tej fazie lekko się przebarwia, nie zdradzając większych żadnych zmian strukturalnych, wytrzymałościowych itp. Na tym etapie często można pomylić zgniliznę z brunatnicą, często obie wady mogą występować obok siebie. Umiejętność stwierdzania, rozpoznania tej fazy zgnilizny może chronić przed błędnym sklasyfikowaniem drewna okrągłego. Często wymaga to zastosowania precyzyjnych metod mikroskopowych, sztucznych kultur itp.
Zgniliznę twardą dzieli się na:
- zgniliznę twardą jasną – głównie w drewnie gatunków liściastych,
- zgniliznę twardą ciemną – głównie w drewnie gatunków iglastych,
- zgniliznę twardą różnobarwną, zwaną także marmurkową – częściej spotykana w drewnie gatunków liściastych,
- zgniliznę twardą czerwoną, zwaną także czerwienią twardzieli lub czerwienią.

Pomiar zgnilizny twardej wykonuje się na czole drewna okrągłego: mierzy się szerokość strefy zawierającej zgniliznę, wyrażając ją w centymetrach lub ułamkowo w stosunku do średnicy czoła. Wymiary plam nieregularnie rozrzuconych (zgnilizna rozrzucona) określa się szacunkowo w procentach lub ułamkowo do powierzchni czoła (pomiar jak dla zgnilizny miękkiej).